# Carestia irlandese del 1879
La carestia irlandese del 1879 fu l'ultima importante carestia che colpì l'isola d'Irlanda. A differenza delle precedenti grandi carestie del 1740-1741 e del 1845-1849, essa ebbe effetti minimi sulla popolazione ed è pertanto nota come la "mini-carestia", o An Gorta Beag in irlandese. Fu meno in grado di causare fame e in generale problemi sociali soprattutto grazie alle nuove tecnologie per la produzione del cibo, alla differente strutturazione della proprietà fondiaria (con la scomparsa dell'estrema suddivisione della terra e della classe dei cottier come risultato della precedente carestia), alle entrate dagli emigranti irlandesi che mandavano denaro a casa, e in particolare grazie alla pronta risposta del governo britannico in contrasto alla sua condotta improntata al laissez faire durante la precedente carestia delle patate.
Il parlamentare radicale Charles Stewart Parnell della Home Rule League, Michael Davitt della Irish Land League e alcuni membri del clero irlandese, in particolare il vescovo Logue di Raphoe furono attivi in campagne per mettere pressione al governo britannico e nella distribuzione degli aiuti.

## Storia
A differenza delle precedenti carestie, quella del 1879 provocò soprattutto tanta fame nella popolazione e fu in gran parte localizzata nell'Irlanda occidentale, nella provincia del Connacht. Fu tuttavia parte di una più vasta serie di penurie di cibo e di cattivi raccolti che colpirono l'isola tra gli anni 1870 e i primi anni 1890. Anche altre nazioni sperimentarono in quel periodo cattivi raccolti e mancanza di cibo, con alcuni climatologi che asseriscono che inusuali condizioni climatiche contribuirono a diffondere malattie tra le piante o ne uccisero i semi. A coronamento di questa catena di cattivi raccolti, quello particolarmente cattivo del 1879 condusse ad una 'carestia'.
Sebbene i suoi effetti fossero meno evidenti e su minore scala delle precedenti carestie, il suo apparire causò il diffondersi del panico tra gli irlandesi; molti degli adulti avevano sperimentato la grande carestia irlandese (1845 - 1849) quando erano bambini ed erano terrorizzati dalla prospettiva che le loro famiglie dovessero affrontare una simile catastrofe. Come conseguenza ebbe inizio una emigrazione dalle zone rurale più colpite alle maggiori città. Questa misura tuttavia si rivelò necessaria solo temporaneamente: con il ritorno dei buoni raccolti, nel 1880 molti di coloro che avevano abbandonato i centri rurali tornarono alle case che avevano lasciato.
Gli storici hanno notato l'apparire di un revival religioso durante i mesi della carestia, con la supposta apparizione della Beata Vergine Maria insieme a due santi nella chiesa di Knock nella contea di Mayo.
Per via del breve periodo in cui colpì e del relativo piccolo numero di morti rispetto alle grandi carestie dei secoli precedenti, la carestia del 1879 è ricordata raramente nella storia d'Irlanda, eccetto come una nota a piè di pagina nella battaglia per le Tre 'F' sostenuta da Davitt e dalla Land League e come elemento che contribuì alla Guerra fondiaria irlandese tra la fine degli anni 1870 e gli inizi degli anni 1880.